# دوز عنبر
دوز عنبر هي قرية في مقاطعة ساوجبلاغ، إيران. يقدر عدد سكانها بـ 316 نسمة بحسب إحصاء 2016.